# Copa Verano 2005
La Copa Verano 2005 fue un torneo internacional amistoso de fútbol, promovido por el Club Atlético 3 de Febrero y la empresa Publieventos. con el objetivo de brindar a la afición del Departamento de Alto Paraná espectáculos de buen nivel; considerando la primera intervención del 3 de Febrero en la Primera División y a modo de preparación de los clubes, con respecto a sus respectivas competiciones oficiales de tal año. La transmisión televisiva estuvo a cargo de Canal 13, Tigo Sports y TyC Sports, y organizado en forma conjunta por las empresas Publimedios de Paraguay y Torneos y Competencias de la Argentina. 
Los equipos participantes fueron 6, 4 de la Primera División de Paraguay: Cerro Porteño, Olimpia, Nacional y 3 de Febrero y 2 de la. Primera División de Argentina: Banfield y Rosario Central, siendo divididos en dos Grupos A y B. Todos los partidos se realizaron el Estadio Antonio Oddone Sarubbi de Ciudad del Este

## 1.ª Fecha
| 28 de enero de 2005, 20:00 Grupo B | 3 de Febrero                                      | 3:4 (1:2) | Banfield                                                   | Estadio Antonio Oddone Sarubbi, Ciudad del Este |                       |
|                                    | Gilberto Palacios 28' · Roberto Gamarra 60' , 73' |           | Víctor Píriz Alves 2', 45', 72' · Cristian Sanguinetti 33' | Árbitro(s): Hugo Vera                           | Árbitro(s): Hugo Vera |
| Libre Cerro Porteño                |                                                   |           |                                                            |                                                 |                       |

| 28 de enero de 2005, 22:00 Grupo A | Olimpia               | 1:1 (0:0) | Nacional                    | Estadio Antonio Oddone Sarubbi, Ciudad del Este |                               |
|                                    | Sebastián Salomón 70' |           | Carlos Alberto González 80' | Árbitro(s): Nelson Valenzuela                   | Árbitro(s): Nelson Valenzuela |
| Libre Rosario Central              |                       |           |                             |                                                 |                               |

## 2.ª. Fecha
| 30 de enero de 2005, 19:00 Grupo A | Olimpia                                      | 2:3 (2:1) | Rosario Central                              | Estadio Antonio Oddone Sarubbi, Ciudad del Este |                             |
|                                    | Sergio Aquino 29' · Leandro Machado 42', 87' |           | Emanuel Villa 24', 49' · Germán Alemanno 33' | Árbitro(s): Pedro Melgarejo                     | Árbitro(s): Pedro Melgarejo |
| Libre Nacional                     |                                              |           |                                              |                                                 |                             |

| 30 de enero de 2005, 21:15 Grupo B | Cerro Porteño              | 2:0 (1:0) | Banfield | Estadio Antonio Oddone Sarubbi, Ciudad del Este |                               |
|                                    | Julio dos Santos 43' , 84' |           |          | Árbitro(s): Atilio Invernizzi                   | Árbitro(s): Atilio Invernizzi |
| Libre 3 de Febrero                 |                            |           |          |                                                 |                               |

## 3.ª Fecha
| 1 de febrero de 2005, 20:00 Grupo A | Nacional                            | 2:1 (0:1) | Rosario Central     | Estadio Antonio Oddone Sarubbi, Ciudad del Este |                            |
|                                     | Cantero 50' · Pánfilo Escobar 90+1' |           | Germán Alemanno 19' | Árbitro(s): Ramón Chamorro                      | Árbitro(s): Ramón Chamorro |
| Libre Olimpia                       |                                     |           |                     |                                                 |                            |

| Grupo B 1 de febrero de 2005, 22:00 | 3 de Febrero          | 1:0 (1:0) | Cerro Porteño | Estadio Antonio Oddone Sarubbi, Ciudad del Este |                         |
|                                     | Gilberto Palacios 42' |           |               | Árbitro(s): Benito Lugo                         | Árbitro(s): Benito Lugo |
| Libre Banfield                      |                       |           |               |                                                 |                         |

## Tabla Grupo A
| Pos. | Equipo          | Pts. | PJ | PG | PE | PP | GF | GC | Dif. |
| ---- | --------------- | ---- | -- | -- | -- | -- | -- | -- | ---- |
| 1.ª  | Nacional        | 4    | 2  | 1  | 1  | 0  | 3  | 2  | +1   |
| 2.ª  | Rosario Central | 3    | 2  | 1  | 0  | 1  | 4  | 4  | 0    |
| 3.ª  | Olimpia         | 1    | 2  | 0  | 1  | 1  | 3  | 4  | -1   |

 Pos.= Posición; Pts.= Puntos; PJ= Partidos jugados; PG= Partidos ganados; PE= Partidos empatados; PP= Partidos perdidos; GF= Goles a favor; GC= Goles en contra; Dif.= Diferencia de gol

## Tabla Grupo B
| Pos. | Equipo        | Pts. | PJ | PG | PE | PP | GF | GC | Dif. |
| ---- | ------------- | ---- | -- | -- | -- | -- | -- | -- | ---- |
| 1.ª  | Cerro Porteño | 3    | 2  | 1  | 0  | 1  | 2  | 1  | +1   |
| 2.ª  | 3 de Febrero  | 3    | 2  | 1  | 0  | 1  | 4  | 4  | 0    |
| 3.ª  | Banfield      | 3    | 2  | 1  | 0  | 1  | 4  | 5  | -1   |

 Pos.= Posición; Pts.= Puntos; PJ= Partidos jugados; PG= Partidos ganados; PE= Partidos empatados; PP= Partidos perdidos; GF= Goles a favor; GC= Goles en contra; Dif.= Diferencia de gol

## Tercer lugar
| 3 de febrero de 2005, 19:30, TyC Sports | 3 de Febrero      | 1:3 (0:2) | Rosario Central                                           | Estadio Antonio Oddone Sarubbi, Ciudad del Este |                               |
|                                         | Jailson Alves 52' |           | Marco Ruben 35' · Germán Alemanno 37' · Paulo Ferrari 50' | Árbitro(s): Nelson Valenzuela                   | Árbitro(s): Nelson Valenzuela |
| [ 10 ]                                  |                   |           |                                                           |                                                 |                               |

## Final
| 3 de febrero de 2005, 22:00 | Cerro Porteño                                                                          | 5:1 (1:1) | Nacional              | Estadio Antonio Oddone Sarubbi, Ciudad del Este            |                                                            |
|                             | Julio dos Santos 2', 60' · Domingo Salcedo 50' · Adrián Romero 89' · Walter Fretes 90' |           | Carlos A. González 4' | Asistencia: 3.000 espectadores Árbitro(s): Carlos Amarilla | Asistencia: 3.000 espectadores Árbitro(s): Carlos Amarilla |
| [ 11 ]                      |                                                                                        |           |                       |                                                            |                                                            |